# 豊田市立美山小学校
豊田市立美山小学校（とよたしりつ みやましょうがっこう）は、愛知県豊田市にある公立小学校。

## 沿革
- 1962年（昭和37年）4月 - 開校[1]

## 通学区域
- 柿本町、上丘町定林、上丘町八ツ田、聖心町1丁目（17-1）、千足町10丁目、田代町、田中町、深田町、本地町、美山町、元町[2]

## 進学先中学校
- 豊田市立逢妻中学校

## 校区の主な施設
- 豊田美山局
- 美山区民会館
- 深田山公会堂
- 中日新聞社豊田支社